# Cord Garben
Pour les articles homonymes, voir Cord.
Cord Garben (11 février 1943 à Bad Homburg, Hesse) est un pianiste, chef d'orchestre, producteur et arrangeur allemand.

## Biographie
Cord Garben étudie le piano et la direction à l'Académie de musique de Hanovre. Après ses études, il est répétiteur au Staatstheater de Hanovre. Puis il commence à travailler en tant qu'accompagnateur du lied (Liedbegleiter), puis devient producteur pour le label Deutsche Grammophon. Il a effectué un enregistrement complet des lieder et ballades de Carl Loewe.

## Écrits
- (de) Auf die Finger geschaut. Von der Werktreue großer Pianisten. Staccato Verlag  (ISBN 978-3-932976-56-8).
- (de) Zur Interpretation der Liedzyklen von Franz Schubert : Die schöne Müllerin, Winterreise, Schwanengesang : Anmerkungen für Pianisten, Eisenach, Wagner, coll. « Schriftenreihe zur Musik » (no 32), 1999, 112 p. (ISBN 3889790801, OCLC 463781673)
- (de) Arturo Benedetti Michelangeli : Gratwanderungen mit einem Genie. Europäische Verlagsanstalt, 2002 (OCLC 50207430)

## Discographie
- Berlioz, Mélodies - Françoise Pollet, Anne Sofie von Otter, John Aler, Thomas Allen (février 1991/juillet 1993, DG 435 860-2) (OCLC 31533426)
- Lehár, Lieder volumes 1 et 2 - Iris Vermillion, Felix Falzari, Vilma Fries, Hugo Zuckermann, Wilhelm van Oesteren ; Brigitte Lindner (soprano), Christian Elsner, ténor (janvier 1996, CPO) (OCLC 906160122) (OCLC 885066969)
- Liszt, Lieder - Hildegard Behrens, soprano (avril/mai 1986, DG 419 240-2) (OCLC 19775139)
- Carl Loewe
  - Lieder - Brigitte Fassbaender, mezzo-soprano (1988, DG)
  - Lieder & Ballades – Édition complète, 21 volumes (1994–2003, CPO)[1]
  - Sonates pour piano, op. 16, 32 et 47 - Heidi Wolf, soprano ; Dietrich Henschel, baryton (juillet 1995/1996, CPO 999 355-2)
- Schubert, Winterreise - Kurt Moll, basse (18–19 mai/21–25 juin 1982, Orfeo) (OCLC 21788061)
- Kurt Weill, Les Sept Péchés capitaux - Brigitte Fassbaender et Karl-Heinz Brandt, Hans Sojer, ténors ; Hidenori Komatsu, baryton ; Ivan Urbas, basse (janvier 1992/février 1993, Harmonia Mundi) (OCLC 30063708)
- Zeisl, Lieder - Wolfgang Holzmair, baryton (2006, CPO) (OCLC 811254074)
- Alexander von Zemlinsky
  - Lieder - Barbara Bonney, soprano ; Anne Sofie von Otter, mezzo-soprano ; Hans Peter Blochwitz, ténor ; Andreas Schmidt, baryton (janvier/mai 1988, Deutsche Grammophon 427 348-2) (OCLC 21432935)
  - Lieder aus dem Nachlass - Ruth Ziesak, soprano ; Iris Vermillion, mezzo-soprano ; Hans Peter Blochwitz, ténor ; Andreas Schmitd, baryton (1995, Sony) (OCLC 32797720)
  - Mozart concertos pour piano 13 et 15 Arturo Benedetti Michelangeli 431097-2 DGG

## Source
- (de) Cet article est partiellement ou en totalité issu de l’article de Wikipédia en allemand intitulé « Cord Garben » (voir la liste des auteurs).